# Kunduci (Foča, BiH)
Kunduci su naseljeno mjesto u općini Foča, Republika Srpska, BiH. Nalaze se s desne strane rijeke Drine. Susjedna naselja su Beleni, Kopilovi, Birotići, Mazoče i Čelikovo Polje.
Godine 1962. pripojeno im je naselje Kopilovi (Sl.list NRBiH, br.47/62).

## Stanovništvo
| Narod     | Popis 1961. | Popis 1971. | Popis 1981. | Popis 1991. |
| --------- | ----------- | ----------- | ----------- | ----------- |
| Hrvati    |             | 1           |             | 1           |
| Muslimani | 69          | 59          | 56          | 39          |
| Srbi      | 59          | 132         | 153         | 145         |
| ostali    |             | 7           | 1           | 2           |
| Ukupno    | 128         | 199         | 210         | 187         |